# TRECs
Os círculos de excisão do receptor de célula T, ou TRECs( do inglês,  T-cell receptor excision circles) são pequenos círculos de DNA criados em células T em sua passagem pelo timo, conforme rearranjam os genes do TCR. Sua presença indica a maturação de células T, sendo assim, os TRECs encontram-se reduzidos nos casos de  SCID (Imunodefidiência Severa e Combinada).
Os círculos de excisão do receptor de célula T de juñção única (sjTRECs) apareceram nas notícias como um modo de inferir a idade de um indivíduo a partir de uma amostra sanguínea. A detecção de sjTREC pode também ser usada como ferrramenta diagnóstica para monitorar o débito do timo (por exemplo, após transplante de células tronco hematopoiéticas ou em casos de AIDS).